# Cal Ramon del Telèfon
Cal Ramon del Telèfon és una obra del municipi de Llorenç del Penedès (Baix Penedès) inclosa en l'Inventari del Patrimoni Arquitectònic de Catalunya.

## Descripció
L'edifici presenta una façana d'estructura irregular a causa de la forma tortuosa del carrer. Presenta tres plantes. Els baixos tenen una porta d'arc de mig punt adovellat i dues grans finestres de construcció relativament recent a l'esquerra.
La planta noble presenta dos balcons a l'esquerra, un dels quals té una antiga base i una llinda de fusta. A l'altra banda hi ha una finestra rectangular i una altra que presenta dues obertures aparellades d'arc de mig punt. A la banda dreta de l'edifici es troben les golfes, les quals presenten dues finestres quadrades amb llinda de fusta. Les cobertes de la casa denoten ja des de l'exterior l'estructura que tenen les bigues de fusta. Cal ressaltar el potent contrafort que es veu a la banda esquerra de la façana.

## Història
Els propietaris actuals (1982) recorden que compraren la casa a Xavier Garcia, antic propietari de la zona, així com el fet que abans era coneguda amb el renom de Cal Garcia Vell.